# Thorsten Stuckmann
Thorsten Stuckmann (Gütersloh, 17 marzo 1981) è un ex calciatore tedesco, di ruolo portiere.